# Список керівників держав 185 року
В даній статті представлені керівники державних утворень. Також фрагментарно зазначені керівники нижчих рівнів. З огляду на неможливість точнішого датування певні роки володарювання наведені приблизно.
Список керівників держав 185 року — це перелік правителів країн світу 185 року.
Список керівників держав 184 року — 185 рік — Список керівників держав 186 року — Список керівників держав за роками

## Європа
- Боспорська держава — цар Савромат II (174-210)
- Ірландія — верховний король Арт Оенфер (165-195)
- Римська імперія
  - імператор Коммод (177-192)
    - консул Тріарій Матерн (185)
    - консул Тиберій Клавдій Брадуа Аттік (185)
      - Британія — Пертінакс (185-187)
      - Лугдунська Галлія — Песценній Нігер (185)
      - Нижня Германія (180/182-185)
      - Лузітанія Корнелій Репентин (185-188)

## Азія
- Аракан (династія Сур'я) — раджа Сана Сур'я (146-198)
- Близький Схід
  - Велика Вірменія — цар Сохемос (163/164-185/186)
- Іберійське царство — цар Фарасман III (135-185); Амазасп II (185-189)
- Індія
  - Кушанська імперія — великий імператор Хувішка I (140-187)
  - Царство Сатаваханів — магараджа Шрі Яджня Сатакарні Сатавахана (178-207)
  - Західні Кшатрапи — Рудрасімха I (175-188)
  - Чера — Куттуван Ірумпораї (178-185); Тагадур Ерінда Перумшерал (185-201)
- Китай
  - Династія Хань — імператор Лю Хун (168-189)
    - шаньюй південних хунну Цянцюй (179—188)
    - володар держави сяньбі Хелянь (181-186)
- Корея
  - Когурьо — тхеван (король) Когукчхон (179-197)
  - Пекче — король Керу Чхого (166-214)
  - Сілла — ісагим (король) Порхю (184-196)
  - Осроена — Абгар IX (177-212)
- Персія
  - Парфія — шах Вологез III (148-192)
- Сипау (Онг Паун) — Сау Кам К'яу (127-207?)
- Харакена — цар Аттамбел VIII (180-195)
- плем'я Хунну — шаньюй Цянцюй (179-188)
- Японія — тенно (імператор) Сейму (131-191)
  - Лікія і Памфілія — Марк Умбрій Прим (185)
  - Сирія — Гай Доміцій Декстер (183-185)

## Африка
- Царство Куш — цар Арітенієсбоке (175-190)
  - Єгипет — Тит Лонгей Руф (185)